# Straubing–Miltach-vasútvonal
A Straubing–Miltach-vasútvonal egy részben megszűnt, normál nyomtávolságú vasútvonal Németországban Straubing és Miltach között. A vasútvonal hossza 49,1 km.